# Сарбей, Олег Георгиевич
Сарбей Олег Георгиевич (род. 3 октября 1933, Орджоникидзе, Северо-Кавказский край) — украинский физик, доктор физико-математических наук, профессор, Заслуженный деятель науки и техники Украины (1997), заведующий отделом электроники твёрдого тела Института физики НАН Украины (1971—2004), лауреат Государственной премии УССР в области науки и техники (1986).

## Биография
Родился 3 октября 1933 года в городе Владикавказе, в семье Сарбея Георгия Кирилловича и Инны Степановны.
Окончил физико-математический факультет Ростовского университета (Ростовский государственный университет) и в 1955 г. поступил в аспирантуру этого университета. В 1956 г. для выполнения диссертационной работы был направлен в Институт физики НАН Украины . Его научным руководителем был доктор физико-математических наук, профессор (с 1961 г.), член-корреспондент АН Украины Пётр Григорьевич Борзяк. В 1959 г. защитил кандидатскую диссертацию по теме «Исследование некоторых факторов, определяющих эффективность фото-электронной эмиссии». В 1970 г. защитил докторскую диссертацию по теме «Кинетические явления в греющих электрических полях и рассеяние электронов в кремнии».
В 1971 году стал заведующим отделом электроники твёрдого тела в Институте физики НАН Украины.
В 1974 году ему было присвоено звание профессора .
В 1971—1973 годах читал лекции по курсу «Специальные разделы физической электроники» студентам Киевского национального университета им. Тараса Шевченко.
Под руководством Олега Георгиевича были защищены 16 кандидатских диссертаций, был научным консультантом 6 докторских диссертаций.
О. Г. Сарбей проводил значительную научно-организационную работу. Он был членом секции «Горячие электроны» Научного Совета по физике полупроводников АН СССР, членом Научного Совета Комитета по науке и технологиям Украины, председателем секции физики Фонда фундаментальных исследований Украины, членом Высшей аттестационной комиссии Украины, учёным секретарём, членом редакции Украинского физического журнала, руководил научным семинаром ИФ НАНУ, который уже давно получил название «Сарбеевского». Здесь выступают как известные украинские специалисты, так и приглашённые зарубежные.
Он лично и отдел, которым он руководил, 40 лет проводил плодотворное сотрудничество с немецкой Академией наук. О. Г. Сарбей выступал с научными докладами в Австрии, Великобритании, ФРГ.

## Научная специализация
Главные направления научных исследований:
- фото- и вторичная электронная эмиссия из полупроводников;
- поверхностные свойства атомарно-чистых полупроводниковых кристаллов;
- электронные свойства островковых металлических плёнок;
- неустойчивость и самоорганизация электронных процессов в многодолинных полупроводниках в греющих электрических полях;
- неустойчивость токов в полупроводниковой плазме;
- баллистические фононы в кристаллах;
- физика жидких кристаллов;
- трёхступенчатая лазерная масс-спектроскопия;
- явления переноса в двумерных гетеросистемах.

Важнейшие научные результаты, полученные в работах О. Г. Сарбея и его учеников:
- Показано, что при адсорбции дипольных молекул на поверхности германия и кремния красная граница фотоэмиссии смещается в видимую область спектра (1956—1958).
- Показана принципиальная возможность разогрева электронов в кристаллах и плёнках сернистого кадмия до температур, обуславливающих электронную эмиссию. Получена наиболее эффективная из известных в литературе эмиссия горячих электронов: отношение эмиссии тока к сквозному току до 25 % (1960—1966).
- Открыто новое явление эмиссии электронов из диспергированных плёнок (совместно с П. Г. Борзяком и Р. Д. Фёдоровичем) (Диплом Госкомитета СССР по изобретениям и открытиям № 31, 1963 г.).
- Обнаружен ряд новых эффектов в кристаллах германия и кремния при разогреве электронов: отрицательное и линейное магнитосопротивление, эффект Холла в продольном магнитном поле и др.(1971—1973).
- предложен оригинальный поляризатор инфракрасного излучения (1975).[1][2]
- Предложена оригинальная идея использования деформации многодолинного полупроводникового кристалла для управления свойствами полупроводниковой плазмы. Разработка этой идеи его учениками позволила управлять порогом и частотой осциллистора и изготовить разные датчики на их основе (1971—1985).
- Предложена оригинальная методика измерений (с помощью баллистических фононов) теплопередачи через поверхность кристалла в житдкий гелий и исследована нестационарная теплоотдача из тонких металлических плёнок при короткоимпульсных тепловых нагрузках (1980—1985).
- Предложен новый механизм поглощения света — поглощение при непрямых оптических переходах между зонами тяжёлых и лёгких дыр при рассеивании носителей на заряженной примеси (1988).
- Открыто и исследовано многозначное распределение электронов по долинам в Si (совместно с З. С. Грибниковым, В. В. Митиным, М. Аше и Х. Костиалом) (Диплом Госкомитета СССР по изобретениям и открытиям № 294, 1980—1990).
- Обнаружен и исследован периодический фазовый переход в нематическом жидком кристалле под действием лазерного инфракрасного света (1986—2000).
- разработан и изготовлен макет уникального комплекса для резонансной лазерной масс-спектрометрии (1992—1998).
- Предложена идея самонаведенного двойного лучепреломления в n-Ge при разогреве электронов лазерным инфракрасным светом (1994—2000).
- В неравновесной плазме Ge и Si исследован новый тип диссипативных структур — автосолитоны — предсказан ранее теоретически (1986—2000).

## Награды
- Государственная премия УССР в области науки и техники (1986) — за цикл работ «Размерные эффекты в малых частицах твёрдого тела»;
- Заслуженный деятель науки и техники Украины (2003);
- Премия имени Пулюя НАН Украины (2006) — за цикл работ «Исследование электрон-фононного взаимодействия пространственно-ограниченных состояний носителей в экспериментах с баллистическими фононами»;
- Почётная грамота Верховной рады Украины (2006) — за особые заслуги украинскому народу;
- Орден «За заслуги» 3-й степени (2009).

## Публикации
Олег Георгиевич является автором и соавтором более 140 научных статей в профессиональных изданиях, 2-х крупных обзорных статей и монографии, докладчиком, в том числе приглашённым, на украинских и международных конференциях, рецензентом статей в украинских и зарубежных физических журналах.